# Acta de Establecimiento de Irlanda (1652)
El Acta de establecimiento de Irlanda de 1652 impuso penalidades, muertes y confiscaciones de tierras tanto a los participantes como a los que se encontraron por el lugar durante la rebelión de 1641 y posteriores molestias.

## Preludio
El actá la presentó el Parlamento Rabadilla inglés el 12 de agosto de 1652, el cual había tomado el poder luego de la segunda guerra civil inglesa. Acordó llevar a cabo la Conquista de la isla de Irlanda. Era completamente necesario conquistar Irlanda, pues los Realistas (simpatizantes de Carlos II) se habían aliado con la Confederación de Kilkenny (Confederación formada por católicos irlandeses durante las guerras confederadas de Irlanda y por ello consistían en una amenaza para la recién creada Mancomunidad inglesa. El Parlamento Rabadilla contaba con gran número de Dissenters (miembro de un grupo religioso que, por una u otra razón, se ha separado de la iglesia establecida.) independientes que sentían empatía con la situación de la comunidad de colonizadores protestantes que habían sufrido enormemente al comienzo de la rebelión del 41, y cuyos sufrimientos se habían exagerado por la propaganda, de modo que el acta consistía también en una retribución contra los irlandeses católicos que participaron en las primeras fases de la guerra.

## Preámbulo
Donde el Parlamento de Inglaterra, luego de derramar mucha sangre y riqueza se imponga por la buena mano de Dios sobre sus empresas para suprimir la hórrida rebelión de Irlanda, llegados al punto que, con la bendición de Dios, sea rápidamente efectuada la reducción total de esa nación y se efectue su colonización. (Preámbulo del Acta de asentamiento de Irlanda de 1652).